# Рогич, Томислав
Томислав Рогич (хорв. Tomislav Rogić, 8 ноября 1965, Сень) — хорватский епископ, возглавляющий епархию Шибеника с 3 июня 2016 года.

## Биография
Родился 8 ноября 1963 года в Сене.
Начальное образование получил в родном городе, затем окончил гимназию при семинарии в Задаре. Изучал богословие в Риеке, а затем на теологическом факультете Загребского университета. По окончании учёбы 22 июня 1991 года рукоположен в священники в Риеке.
После рукоположения служил в Риеке, затем продолжил образование в Папском Григорианском университете в Риме, где получил степень магистра теологии. После возвращения из Рима был преподавателем теологического факультета и настоятелем прихода Вознесения Пресвятой Девы Марии в Риеке, затем нёс пастырскую службу в Огулине.
3 июня 2016 года назначен новым епископом Шибеника. Епископская хиротония состоялась 25 июля 2016 года, главным консекратором был кардинал Йосип Бозанич.
Входит в состав Конференции католических епископов Хорватии, где входит в состав епископской комиссии по литургическим вопросам.